# خوسيه أنطونيو كوليبراس
خوسيه أنطونيو كوليبراس (بالإسبانية: José Antonio Culebras)‏ (مواليد 16 يناير 1979 في بورتولانو - إسبانيا) لاعب كرة قدم إسباني يلعب حاليا لصالح نادي الدرجة الأولى تينيريفي الإسباني منذ 2006 في مركز قلب الدفاع .

## روابط خارجية
- خوسيه أنطونيو كوليبراس على موقع قاعدة بيانات كرة القدم.إي يو (الإنجليزية)
- خوسيه أنطونيو كوليبراس على موقع Soccerway.com (الإنجليزية)